# Bismarckturm (Bad Godesberg)

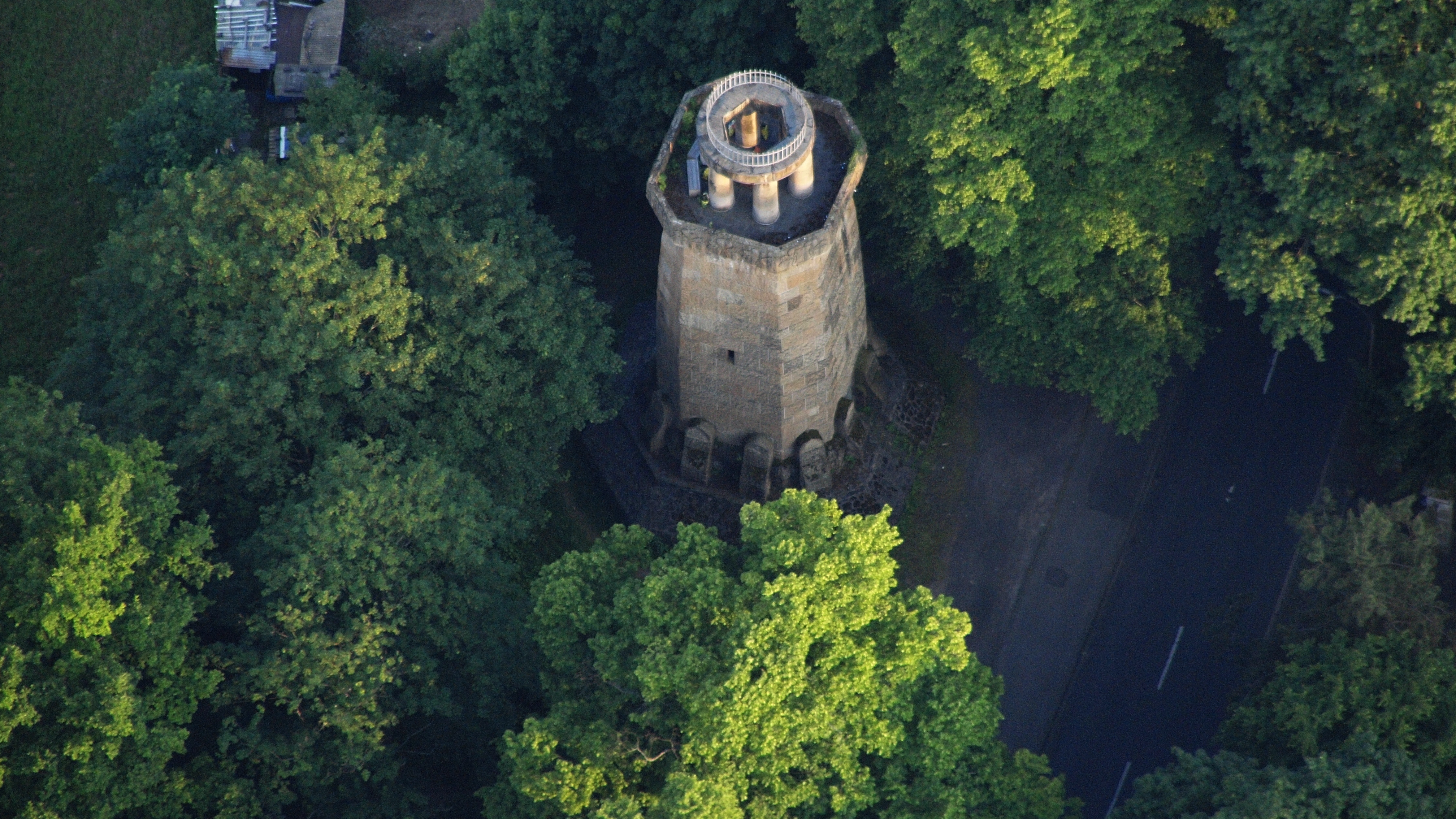
Bismarckturm, Luftaufnahme (2014)

Der Bismarckturm in Bad Godesberg wurde als dritter Bismarckturm auf dem heutigen Gebiet der Stadt Bonn errichtet. Die noch existierende Bismarcksäule in der Rheinaue in Bonn-Gronau war bereits im Jahr 1901 fertiggestellt, und der hölzerne Bismarckturm auf dem Venusberg in Bonn-Kessenich schon 1894 eingeweiht worden; der Holzturm musste 1912 abgerissen werden und wurde später nicht wieder aufgebaut. Der Godesberger Bismarckturm befindet sich auf der Wacholderhöhe an der Elisabethstraße im Ortsteil Alt-Godesberg. Der Turm steht unter Denkmalschutz, die Eintragung erfolgte 1988 mit der Anmerkung, dass das Bauwerk deutlich von der Jugendstil-Architektur von Henry van de Velde beeinflusst worden sei.

## Geschichte
Im Jahr 1899 wurde das Bismarck-Denkmal-Comitee zu Godesberg am Rhein gegründet. Der Vorsitz des Komitees lag bei dem Vorsitzenden des 1898 gegründeten Godesberger Nationalliberalen Vereins, dem Geheimen Medizinalrat Brandis; ein weiteres Mitglied war der Godesberger Bürgermeister Anton Dengler. Als Standort wurde die Wacholderhöhe festgelegt; das benötigte, rund 600 Quadratmeter große Baugrundstück stellten die Gemeinde Godesberg sowie der Bankier Karl von der Heydt, dessen Villa nur rund 120 Meter nordwestlich des angestrebten Turmbauplatzes lag und damals von einem großen Park umgeben war. Die Finanzierung der Baukosten (21.000 Mark) erfolgte durch Spenden. Der Entwurf der Bauwerkes stammte vom Regierungsbaumeister Ernst Spindler aus Berlin, der auch die Bauleitung übernahm. Die Bauausführung in den Jahren 1901/1902 lag bei der Godesberger Firma Theodor Wilhelm Düren.
Am 31. März 1902 wurde der Turm feierlich eingeweiht. Dazu war ein Festzug vom Godesberger Kurpark bis zum neuerrichteten Bauwerk marschiert. Auf dem Turmkopf wurde erstmals das Feuer entzündet. Im Jahr 1908 musste eine erste Sanierung durchgeführt werden, da die obere Plattform sowie der Sockel Schäden aufwiesen. 1912 wurde neben dem Austausch der Holz- durch eine Stahltür auch ein neuer, 372 Kilogramm schwerer Feuerkorb installiert. Auf einen geplanten Abriss des Turmes im Jahr 1952 wurde aufgrund der hohen Abrisskosten verzichtet. 1956 wurde der Zugang aus Sicherheitsgründen gesperrt. Im Jahr 2004 kam es zu einer Sanierung des Turmes, die Feuerschale existiert nicht mehr, ein Zugang ist für Unbefugte nicht möglich.

## Architektur
Der 20,4 Meter hohe Bismarckturm wurde auf einem achteckigen Grundriss aus grobkörnigem, braungelbem Sandstein für die Säule und Basaltlava für den rund zwei Meter hohen Sockel errichtet. Die Grundfläche des Turmes beträgt 122 Quadratmeter, auf Erdgeschosshöhe legen sich zwölf 2,60 Meter hohe Strebemauern an den Schaft an. Im Sockel sind auf der Westseite Treppenstufen eingelassen, die zum Turmzugang und damit zu einer innenliegenden, steinernen Wendeltreppe mit 60 Stufen zum Zwischengeschoss führen. Von dort führt eine Metallleiter zum rechteckigen Austritt der Aussichtsplattform.